# James Harper (politico)
James Harper (Elmhurst, 13 aprile 1795 – New York, 27 marzo 1869) è stato un politico e editore statunitense, 65° sindaco di New York.